# عبد الله بن أنيس
عبد الله بن أنيس بن أسعد بن حرام (ت : 54 هـ - 673) صحابي جليل شهد ابن أنيس بيعة العقبة وغزوة أحد وما بعدهما، وهو الذي بعثه النبي إلى خالد بن سفيان بن نبيح الهذلي فقتله في سرية عبد الله بن أنيس،

## نسبه
أسمه أبو يحيى عبد الله بن أنيس الجهني الأنصاري ينتسب عبد الله بن أنيس الى البرك بن وبرة من قضاعة حلفاء جهينة وهو:
- عَبْد اللَّهِ بْن أنيس بْن أسعد بْن حرام بْن حبيب بْن مالك بْن غنم بْن كعب بْن تيم بْن نفاثة بْن إياس بْن يربوع بْن البرك بْن وبرة بن تغلب بن حلوان بن عمران بن الحاف بن قضاعة بن معد بن عدنان.[1][2]

وقيل بل هو من الأنصار ولُقب بالجهني لحلف بين قومه وجهينة وقيل بل هو من جهينة. وذكر ابن الكلبي انه من بني البرك بن وبرة ودخل بنو البرك بن وبرة في جهينة فنسب الى جهينة ثم حالف الأنصار فأصبح يقال له البركي الجهني الأنصاري.

## روايته ومن روى عنه
روى عن: النبي وعن عمر بن الخطاب وأبي أمامه بن ثعلبة، روى عنه الحديث أبناؤه ضمرة وعبد الله وعطية وعمرو، وعبد الرحمن وعبد الله ابنا كعب بن مالك، وجابر بن عبد الله، وبسر بن سعيد، وعبد الله ومعاذ ابنا عبد الله بن حبيب وغيرهم،
روى له البخاري في الأدب المفرد، والإمام مسلم وأصحاب السنن الأربعة، وقد روى عن النبي أربعة وعشرين حديثا، قال ابن حجر مات بالشام في خلافة معاوية بن أبي سفيان سنة أربع وخمسين.